# Chất thải hóa học
Chất thải hóa học là chất thải được tạo ra từ các hóa chất độc hại (hầu hết do các nhà máy lớn sản xuất). Chất thải hóa học có thể tuân theo các quy định như COSHH ở Vương quốc Anh, hoặc Đạo luật Nước sạch và Đạo luật Bảo tồn và Phục hồi Tài nguyên Hoa Kỳ.  Tại Hoa Kỳ, Cơ quan Bảo vệ Môi trường (EPA) và Cơ quan Quản lý An toàn và Sức khỏe Nghề nghiệp (OSHA), cũng như các quy định của tiểu bang và địa phương cũng quy định việc sử dụng và thải bỏ hóa chất. Chất thải hóa học có thể được hoặc không được phân loại là chất thải nguy hại. Chất thải nguy hại hóa học là chất rắn, lỏng hoặc khí có "Đặc điểm nguy hiểm" hoặc được "liệt kê" cụ thể theo tên gọi là chất thải nguy hại. Có bốn đặc điểm mà chất thải hóa học có thể có để được coi là nguy hại. Đó là Tính dễ bắt lửa, Tính ăn mòn, Khả năng phản ứng và Độc tính. Loại chất thải nguy hại này phải được phân loại theo danh tính, thành phần và mối nguy hiểm để có thể xử lý và quản lý một cách an toàn. Chất thải hóa học là một thuật ngữ rộng và bao gồm nhiều loại vật liệu. Tham khảo Bảng chỉ dẫn an toàn hóa chất (MSDS), Bảng Dữ liệu Sản phẩm hoặc Nhãn để biết danh sách các thành phần. Các nguồn này phải nêu rõ liệu chất thải hóa học này có phải là chất thải cần xử lý đặc biệt hay không.

## Hướng dẫn xử lý chất thải hóa chất trong phòng thí nghiệm
Trong phòng thí nghiệm, chất thải hóa học thường được phân tách tại chỗ thành các bình cacboys thải thích hợp và được xử lý bởi những người chuyên nghiệp để đáp ứng các yêu cầu về an toàn, sức khỏe và luật pháp. Chất thải dạng nước vô hại (chẳng hạn như dung dịch natri chloride) có thể được đổ xuống bồn rửa. Một số hóa chất được rửa sạch bằng nước thừa, bao gồm: axit, kiềm đậm đặc và loãng, muối vô cơ hòa tan vô hại (tất cả các chất làm khô), rượu chứa muối, dung dịch hypoclorit, silica mịn (loại tlc) và alumin. Chất thải dạng nước có chứa các hợp chất độc hại được thu gom riêng.
Thủy ngân thải, axit và base đã qua sử dụng có thể được thu gom riêng để tái chế.
Dung môi hữu cơ thải được tách thành dung môi thải có clo và không clo. Dung môi có clo thường được đốt ở nhiệt độ cao để giảm thiểu sự hình thành điôxin.  Dung môi thải không clo có thể được đốt để thu hồi năng lượng.
Ngược lại, các vật liệu hóa học trong "Danh sách Đỏ" không bao giờ để bị rửa trôi xuống cống. Danh sách này bao gồm: các hợp chất với kim loại chuyển tiếp, chất diệt khuẩn, xyanua, dầu khoáng và hydrocarbon, các hợp chất organosilicon độc, phosphat kim loại, nguyên tố phosphor, fluoride và nitrit.
Hơn nữa, Cơ quan Bảo vệ Môi trường (EPA) cấm vứt bỏ một số vật liệu nhất định xuống bất kỳ cống UVM nào. Bao gồm chất lỏng dễ cháy, chất lỏng có khả năng gây hư hỏng cho các công trình nước thải (có thể được xác định bằng độ pH), các vật liệu có độ nhớt cao có khả năng gây tắc nghẽn hệ thống nước thải, vật liệu phóng xạ, vật liệu có hoặc tạo ra mùi nồng, nước thải có khả năng làm tăng đáng kể nhiệt độ của hệ thống, và dược phẩm hoặc chất gây rối loạn nội tiết.
Đồ thủy tinh bị vỡ thường được thu gom trong các hộp các tông có lót nhựa để chôn lấp. Do bị nhiễm bẩn, chúng không thích hợp để tái chế. Tương tự, kim tiêm đã qua sử dụng được thu gom như vật sắc nhọn và được đốt như rác thải y tế.

## Hướng dẫn về Tương thích Hóa chất
Nhiều hóa chất có thể phản ứng bất lợi khi kết hợp với nhau. Khuyến cáo rằng các hóa chất không tương thích được lưu trữ trong các khu vực riêng biệt của phòng thí nghiệm.
Axit nên được tách ra khỏi kiềm, kim loại, cyanide, sulfide, azit, phosphide và chất oxy hóa. Vì khi axit kết hợp với các loại hợp chất này, phản ứng tỏa nhiệt dữ dội, có thể gây ra khí dễ cháy và trong một số trường hợp có thể nổ.
Chất oxy hóa nên được tách khỏi axit, chất hữu cơ, kim loại, chất khử và amonia. Vì khi kết hợp chất oxy hóa với loại hợp chất này dễ tạo ra hợp chất dễ cháy và đôi khi có thể tạo ra các hợp chất độc hại.

### Khả năng tương thích của vật chứa
Khi xử lý chất thải hóa học độc hại trong phòng thí nghiệm, phải xem xét tính tương thích của hóa chất. Để xử lý an toàn, vật chứa phải tương thích về mặt hóa học với vật liệu mà nó sẽ chứa. Hóa chất không được phản ứng với vật chứa, làm yếu hoặc hòa tan thùng chứa hoặc nắp đậy. Axit hoặc base không được bảo quản bằng kim loại. Axit flohydric không được bảo quản trong thủy tinh. Xăng (dung môi) không được lưu trữ hoặc vận chuyển trong các vật chứa polyetylen nhẹ như bình đựng sữa. Ngoài ra, Hướng dẫn về Tương thích Hóa chất nên được xem xét để biết thêm thông tin chi tiết.

## Thùng đựng chất thải trong phòng thí nghiệm
Bao bì, nhãn và lưu trữ là ba yêu cầu để xử lý chất thải hóa học.

### Bao bì[9]
Đối với bao bì, các thùng chứa chất thải lỏng hóa học chỉ nên được lấp đầy đến 75% dung tích để cho phép hơi giãn nở và giảm nguy cơ tràn khi di chuyển. Vật liệu chứa phải phù hợp với chất thải nguy hại được lưu giữ. Cuối cùng, chất thải không được đóng gói trong các thùng chứa có thể tồn tại các nguy cơ nguy cơ không xác định.
Ngoài các yêu cầu chung về đóng gói đã đề cập ở trên, không bao giờ được trộn các vật liệu không tương thích với nhau trong một thùng chứa. Chất thải phải được bảo quản trong các thùng chứa tương thích với các hóa chất được lưu trữ như đã đề cập trong phần tương thích với thùng chứa. Thùng an toàn với dung môi nên được sử dụng để thu gom và lưu trữ tạm thời khối lượng lớn (10–20 lít) dung môi chất thải hữu cơ dễ cháy, chất kết tủa, chất rắn hoặc chất thải không phải dạng lỏng khác không được để lẫn vào thùng an toàn.

### Nhãn
Dán nhãn tất cả các thùng chứa với tên nhóm từ loại chất thải hóa học và danh sách nội dung được chia thành từng mục. Tất cả các hóa chất hoặc bất cứ thứ gì bị nhiễm hóa chất gây nguy hiểm đáng kể. Tất cả chất thải phải được đóng gói thích hợp.

### Lưu trữ
Khi lưu trữ chất thải hóa học, các thùng chứa phải ở tình trạng tốt và phải đóng kín trừ khi chất thải được thêm vào. Chất thải nguy hại phải được lưu trữ an toàn trước khi đưa ra khỏi phòng thí nghiệm và không được để tích tụ.  Vật chứa phải chắc chắn và không bị rò rỉ, cũng phải được dán nhãn.  Tất cả chất thải lỏng phải được lưu trữ trong các thùng chứa không rò rỉ có nắp vặn hoặc nắp an toàn khác. Không dùng mũ chụp, mũ có kích thước sai, parafilm và các loại nắp đậy lỏng lẻo khác. Nếu cần, hãy chuyển vật liệu thải vào thùng chứa có thể đậy kín. Đậy kín các thùng chứa chất thải trừ khi đổ thêm vào. Cần có biện pháp ngăn chặn thứ cấp để ngăn chặn sự cố tràn và rò rỉ từ thùng chứa chính, tách riêng các chất thải nguy hại không tương thích, chẳng hạn như axit và base.

## Bản đồ chất thải hóa học ở Hoa Kỳ
TOXMAP là Hệ thống Thông tin Địa lý (GIS) từ Ban Dịch vụ Thông tin Chuyên ngành  của Thư viện Y khoa Quốc gia Hoa Kỳ (NLM) sử dụng bản đồ của Hoa Kỳ để giúp người dùng khám phá trực quan dữ liệu từ Cơ quan Bảo vệ Môi trường Hoa Kỳ. (EPA) Các Chương trình Nghiên cứu Cơ bản về Giải phóng Độc tố và Superfund. TOXMAP là tài nguyên do Chính phủ Liên bang Hoa Kỳ tài trợ. Thông tin về sức khỏe môi trường và hóa chất của TOXMAP được lấy từ Mạng Dữ liệu chất độc của NLM (TOXNET) và PubMed, và từ các nguồn có thẩm quyền khác.

## Chất thải hóa học trong nuôi trồng thủy sản Canada
Chất thải hóa học trong các đại dương của chúng ta đang trở thành một vấn đề lớn đối với sinh vật biển. Đã có nhiều nghiên cứu được thực hiện để thử và chứng minh tác động của các chất hóa học trong đại dương của chúng ta. Tại Canada, nhiều nghiên cứu tập trung vào các tỉnh Đại Tây Dương, nơi đánh bắt và nuôi trồng thủy sản là một phần quan trọng của nền kinh tế. Tại New Brunswick, một nghiên cứu đã được thực hiện trên nhím biển nhằm xác định tác động của chất thải độc hại hóa học đối với cuộc sống dưới lòng đại dương, đặc biệt là chất thải từ các trang trại cá hồi. Nhím biển được sử dụng để kiểm tra hàm lượng kim loại trong môi trường. Thuận lợi là sử dụng nhím biển xanh (Strongylocentrotus droebachiensis) vì chúng phân bố rộng rãi, ở nhiều địa điểm và dễ tiếp cận. Bằng cách điều tra nồng độ kim loại trong nhím biển xanh, có thể đánh giá và phát hiện tác động của hóa chất từ hoạt động nuôi trồng cá hồi. Các mẫu được lấy ở khoảng cách 25 mét dọc theo một đường cắt ngang theo hướng của dòng thủy triều chính. Nghiên cứu cho thấy có những tác động đến ít nhất 75 m dựa trên nồng độ kim loại trong ruột. Vì vậy, dựa trên nghiên cứu này, rõ ràng là các kim loại đang làm ô nhiễm đại dương và ảnh hưởng tiêu cực đến đời sống thủy sinh.

## Uranium trong nước ngầm và nước mặt ở Canada
Một vấn đề khác liên quan đến chất thải hóa học là nguy cơ tiềm ẩn ô nhiễm nước mặt và nước ngầm do các kim loại nặng và phóng xạ hạt nhân rửa trôi từ các đống đá thải uranium (UWRP) Hạt nhân phóng xạ là một nguyên tử có năng lượng hạt nhân dư thừa, khiến nó không ổn định. Các đống đá thải Uranium là khai thác Uranium, là quá trình khai thác quặng uranium từ lòng đất. Một ví dụ về các mối đe dọa như vậy là ở Saskatchewan, khai thác Uranium và chế biến quặng (xay xát) có thể gây ra mối đe dọa đối với môi trường. Trong khai thác lộ thiên, một lượng lớn vật liệu được đào lên và thải bỏ trong các đống đá thải. Các đống đá thải từ ngành công nghiệp khai thác Uranium có thể chứa một số kim loại nặng và chất gây ô nhiễm có thể trở nên di động trong một số điều kiện nhất định. Các chất gây ô nhiễm môi trường có thể bao gồm thoát nước mỏ axit, nồng độ hạt nhân phóng xạ cao hơn và kim loại / kim loại không phóng xạ (tức là As, Mo, Ni, Cu, Zn).
Khả năng rò rỉ của kim loại nặng và hạt nhân phóng xạ từ UWRP đóng một vai trò quan trọng trong việc xác định các rủi ro môi trường tiềm ẩn của chúng đối với nước mặt và nước ngầm xung quanh. Sự khác biệt đáng kể về sự phân chia pha rắn và khả năng rò rỉ hóa học của Ni và U đã được quan sát thấy trong các vật liệu thạch học UWRP được khảo sát và trầm tích hồ giàu hữu cơ nền. Ví dụ, tại khu khai thác uranium ở phía Bắc Saskatchewan, Canada, kết quả khai thác tuần tự cho thấy một lượng đáng kể Ni (Nickel) có mặt trong phần dư không bền, trong khi Uranium chủ yếu được phân phối ở các phần không bền vừa phải. Mặc dù Niken kém bền hơn nhiều so với Uranium, Nickel quan sát được đã vượt quá nồng độ Uranium trong quá trình rửa trôi. Nồng độ Niken và Uranium quan sát được là tương đối cao trong lớp trầm tích bên dưới hồ giàu chất hữu cơ. Biểu thị bằng phần trăm tổng khối lượng kim loại, khả năng bị rò rỉ giảm dần theo thứ tự U> Ni. Dữ liệu cho thấy rằng các nguyên tố này có thể di chuyển đến mực nước ngầm bên dưới UWRP. Thông tin chi tiết liên quan đến sự phân bố pha rắn của các chất gây ô nhiễm trong UWRP là rất quan trọng để hiểu được khả năng vận chuyển và di chuyển trong môi trường của chúng.